# くにまる食堂
『くにまる食堂』（くにまるしょくどう）は文化放送のラジオ番組。放送開始は2022年4月4日。

## 概要
『くにまるジャパン 極』の後番組である。「お昼はやさしくアクティブに」が当番組のコンセプトで「食事」をキーワードに「食卓を囲むような優しい時間」をリスナーに届ける。「全ての価値観を尊重する」と共に「居心地の良い空間」を演出するもの。
ゲストは食堂に来店した「お客様」と呼称し、「放送中」は「開店中」となる。番組冒頭より、エンディングまで出演した。ラジオショッピングに出演する場合がある。「文化放送スペシャルウィーク」のプレゼント企画は2022年6月開催分から実施する。投稿採用者のノベルティ配布は無く2022年7月から毎日抽選で1名、7月4日から電話でのリスナー出演者に番組特製の箸（プラスチック製）をプレゼントを始めたが、電話は数回で施策は自然消滅した。放送開始から2022年6月17日放送分までは原則1人の「お客様」の出演だったが、同年6月20日放送分から日によっては『くにまるジャパン 極』時代のコーナープレゼンターのように複数人出演することなり、2023年10月からは原則として11時台と12時台別々の「お客様」の出演となる。
パーソナリティの野村邦丸は「『くにまる食堂』の大将に就任いたしました。私のトークで、みなさんのおなかを満たしたいと思っております。特にメニューは決まっておりませんが、いずれリスナーさんが聴かずにおれないような一品が出せればと思っております」と抱負を述べている。
番組開始からこの番組では時報音のみ正午に流されていた（12時またぎ）が、2022年7月4日からは、前番組のくにまるジャパン極や他のワイド番組と同じく、時報CMを流している。
2022年10月3日より、これまで番組冒頭から出演していたゲストが、「今日のA定食」のコーナーからの登場に改められ、オープニングは野村1人でのトークとなっている。
2023年10月6日からは春風亭一蔵が毎週金曜日11時台のレギュラー出演者となった。
2024年4月1日からは放送時間を2時間拡大して、『くにまるジャパン 極』同様の4時間番組となり、以下の様にリニューアルした。
- 月 - 木曜 9時 - 11時は、野村と曜日別パートナーが担当。
- 月 - 木曜 11時 - 13時は、野村と坂口愛美（文化放送アナウンサー）が担当。
- 金曜は『くにまる食堂フライデー ～どうした!? 一蔵!〜』の番組タイトルで放送。春風亭一蔵と水谷加奈（文化放送アナウンサー）がパーソナリティを務める[注 6]。

## 放送時間
- 月曜 - 金曜 9:00 - 13:00

『キユーピー・メロディホリデー』の放送日は2023年3月までは休止（2024年4月以降は11:00までか11:00まで特別番組が組まれた場合は休止）、防災特番の放送日（9月1日頃）は休止。全国交通安全運動特番の放送日（4月上旬頃、2024年は秋の運動期間である9月下旬も放送）は12:00まで（2024年4月以降も同じ扱い）放送。毎年 5月3日（土日にあたる場合は後ろ倒し）放送の『母の詩 〜母の日によせて〜』当日は2023年までは12:00から放送、2024年以降は全ての時間帯が特別番組のため休止。
12:01 - 12:07はNRN系列の平日昼帯ネットワークニュースとして『ランチタイムニュース』を放送。山梨放送、北日本放送、福井放送、ラジオ関西、西日本放送、四国放送、宮崎放送へネット。
この他、2023年4月からは『ミュージック・ジグソーパズル』の後番組扱いとして、『ラジカセメモリーズ』のコーナーを一部の地方局（青森放送、秋田放送、静岡放送、北日本放送、山陰放送、山口放送、高知放送）へテープネットしている。
2024年3月まで前時間帯のワイド番組『おとなりさん』のエンディングでは、パーソナリティの野村が当番組パーソナリティとのクロストークを行っていた。かつてはゲストも原則一緒に出演していたが（出演しない場合もあり）、オープニングが野村1人でのトークになってからは出演していなかった。

## 出演者

### パーソナリティ
- 野村邦丸（フリーアナウンサー。元文化放送アナウンサー）月曜 - 木曜担当
  - 当番組では「大将」の肩書で呼称。
  - 2022年4月〜2024年3月までは月曜〜金曜を担当していた
  - 野村の休暇の際には代理パーソナリティを迎えることがあるが、この際水谷加奈（文化放送アナウンサー）は「大女将」[4]、玉川美沙（ラジオパーソナリティ）は「臨時女将」[5]、浅野真澄（声優）は「若女将」[6]の肩書となる。なお、斉藤一美（文化放送アナウンサー）のように男性の場合は「臨時大将」[7]となる。これに準じた肩書きとしてアンジェリーナ1/3（Gacharic Spin）の「看板娘」がある。
  - 2025年4月28日〜5月8日まで病気療養の為休演中で5月12日より復帰
    - 4月28日・29日は坂口が担当
    - 4月30日は太田英明（文化放送アナウンサー）と甲斐が担当
    - 5月1日は甲斐が担当
    - 5月5日、6日は特別番組の為放送休止
    - 5月8日は坂口と甲斐が担当
- 春風亭一蔵（落語家）2024年4月から金曜担当
  - 当番組では「若大将」の肩書で呼称。
  - 2023年10月から金曜日パートナーとして、11時台に出演[注 11][注 12][8][注 13]
  - 2025年1月1日（水曜日）は野村の年末休暇にともない担当（パートナーは坂口）。
  - 2025年5月1日、5月7日は前述の通り野村が入院のため11時から13時までパートナーを担当
- 水谷加奈（文化放送アナウンサー）

2024年から金曜担当
- - 当番組では「大女将」の肩書呼称。
  - 野村の休暇時は代打として担当

### パートナー
2024年4月より
- 月 - 木曜 9時 - 11時
  - 月曜：カンニング竹山（お笑いタレント）
    - 2025年8月18日は体調不良のため休演。二木啓孝（ジャーナリスト）が代理出演した。

  - 火曜：村尾信尚（関西学院大学教授）
  - 水曜：週替わり
  - 木曜：内藤剛志（俳優）
    - 水曜日にテレビドラマ撮影のため、地方にいる場合は当日夜、または木曜の早朝に帰京して出演している。
- 月 - 木曜 11時 - 13時
  - 坂口愛美（文化放送アナウンサー）9時台は出前中継を担当（月 - 木）し11時台からスタジオでパートナーを担当（2025年3月末までは月 - 木、2025年4月からは月・火）
    - 月 - 木の『キユーピー・メロディホリデー』放送日の10時台にパーソナリティとして『坂口食堂』の番組名で放送する日がある。

  - 甲斐彩加（文化放送アナウンサー）2025年4月2日から水・木の9時台は出前中継を担当し、11時台からはスタジオでパートナーを担当

### レポーター
- 月 - 木曜は上述の坂口・甲斐が兼務。
- 小宅世人（文化放送アナウンサー）2025年4月より金曜日の出前中継を担当。

### 不定期出演
前番組の『くにまるジャパン極』のコーナープレゼンターや「極シアター」「くにまるさん、お客さんですよ！」のレギュラー出演者で、当番組に不定期出演するお客様。
- 桂三四郎 - 2019年11月28日から「くにまるレポーターズ」→「くにまる　ウーバートーク」に出演していた。2回目以降の出演時間は11:00から12:00まで[注 14]。2023年からは半年に一度の出演。
- 種井一司（東京スポーツ記者）- 前番組では「くにまるレポーターズ」→「くにまる ウーバートーク」に出演した。2022年は不定期、2023年は3か月に一度の出演。2024年から2か月ごとのスペシャルウイークの週の金曜日（「くにまる食堂フライデー ～どうした!? 一蔵!〜」）の日に出演（オープニング後のCM明けから11時台まで）、2024年の改編前までは出演時間は『ランチタイムニュース』のCM明けから12:40頃まで[注 15]。
  - 2023年9月まで「ラジカセメモリーズ」に出演の場合はトークゾーンに変更していた。本題に入る前の冒頭で野村[注 16]が「これより先の種井記者の発言に関しましては、文化放送では一切の責任を負いかねます（以後省略）」と必ず言っている。

- 笠井信輔 - 月一レギュラーで「極シアター」（時間は不定）→「くにまるさん、お客さんですよ！」に出演。エンタメ情報（主に映画）を伝えた。当番組でも引き続きエンタメ情報を伝える。毎月の出演ではなく、数か月に一度の出演予定。2023年9月11日放送分では野村の夏季休暇に伴う代理パーソナリティ（臨時大将）を務めた。

## タイムテーブル
時間は多少前後する、◎が付いているコーナーは祝日などは休止の場合がある。
2024年4月1日 -
- 9:00 オープニング
- 9:10 文化放送ニュース
- 9:12 ニュース一番出汁
- 9:32 天気予報、交通情報
- 9:35 はぴねすくらぶ ラジオショッピング
- 9:42 大将もう一丁！
- 10:00 産地直送！ ラジオノワ
- 10:20 今日の気まぐれ定食
- 10:30 天気予報、交通情報
- 10:35 ジャパネットたかた ラジオショッピング
- 10:40 聞いてよ！ 大将！
- 11:05 今日のアラカルト
- 11:20 はぴねすくらぶ ラジオショッピング
- 11:27 天気予報、交通情報
- 11:30 防災一口メモ
- 11:31 日替わりランチ
- 11:38 （月〜木）ヒット曲びっくりアワー / （金）ビューティフル・メロディーズ〜よみがえる青春のポップス
- 12:01 ランチタイム ニュース
- 12:10 ようこそ！ お話食べちゃうぞ！
- 12:37 天気予報
- 12:40 相席よろしいでしょうか？
- 12:50 神奈川・伊豆とれたて情報〜交通情報
- 12:56 エンディング

2024年3月まで
- 11:00 オープニング
- 11:07 今日のA定食（ゲストとのトーク）
- 11:27 ◎はぴねすくらぶ ラジオショッピング
- 11:35 天気予報、交通情報（警視庁）
- 11:40
  - （月〜水） 今日のこだわり定食（ゲストとのトーク）
  - （木、金）日替わりランチ
    - （木）くにまる レーサーズファイル（BOAT RACE振興会提供、2022年5月開始、木曜が放送休止の場合は火曜か水曜に前倒し）
    - （金）荻原次晴 BE-PALラジオ（2022年6月3日 - 2024年3月29日）[注 17]
- 11:45 （木、金）今日のこだわり定食
- 11:54 天気予報・交通情報（警視庁）
- 12:00 12時台オープニング
- 12:01 ランチタイム ニュース
- 12:07 ご飯のお供（ゲストとのトーク）
- 12:20 ◎ジャパネットたかた ラジオショッピング[注 18][注 19]
- 12:28 大将、もう一杯[注 20]
- 12:38 天気予報
- 12:40 ◎相席よろしいでしょうか?（インフォマーシャル）
- 12:50 首都圏とれたて情報 - 首都圏の交通情報（埼玉 → 千葉 → 神奈川、全てJARTIC情報提供）・イベント情報を紹介
- 12:55 エンディング

### 終了したコーナー
終了順に記載。
- 月曜 - 金曜 「ラジカセメモリーズ」[注 21]
- 月曜 DMMほけんプレゼンツ 素敵なエンディング物語（番組開始から2022年9月まで）
- 水曜 JA全農ちば「JA便り～愛情いちばん千葉の味～」（2022年11月）
- 火曜 ホームワン 法律相談室（番組開始から2022年12月まで、スポット契約のCMも終了）
- 月曜 くにまる相続不動産相談室（大希企画提供、2023年5月 - 8月）

## 番組テーマ曲
- 旨し糧（うましかて）- 花*花による書き下ろし。2022年4月5日放送分の冒頭20分にリモート出演[9]、その後、2022年9月13日のお客様として出演。ミニアルバム『5B2H』（ゴー・バック・トゥ・エイチ）に収録されるが、こちらは文化放送に納品されたものではなく、再び同じメンバーで演奏して録音したもの（5B2H ver.）。